# بينيتشي
بينيتشي هي مدينة ساحلية من مدن البرتغال. يبلغ عدد سكانها 27,753 نسمة وذلك حسب إحصائيات سنة 2011. تبلغ مساحتها 77.55 كم².

## معرض الصور

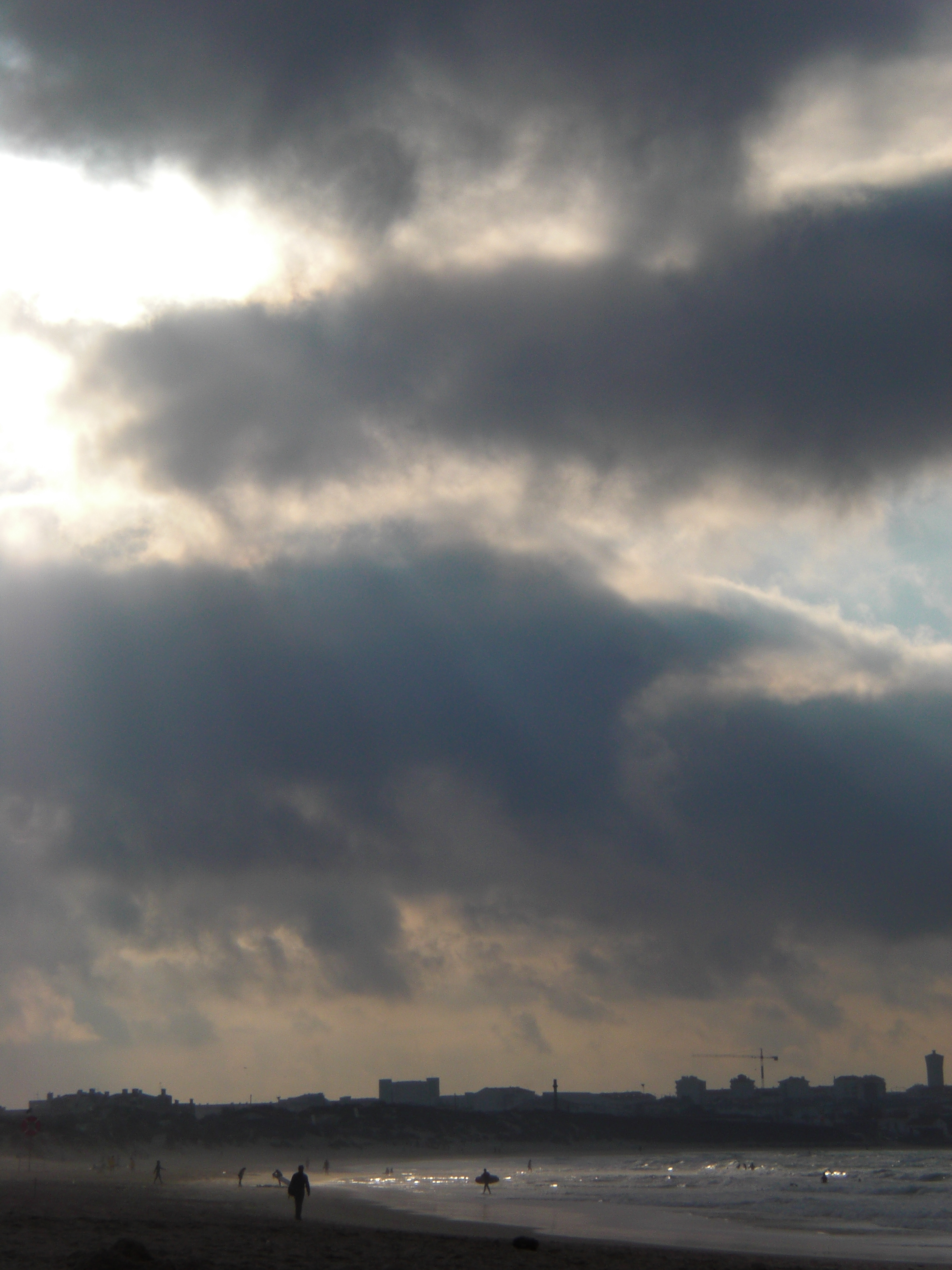
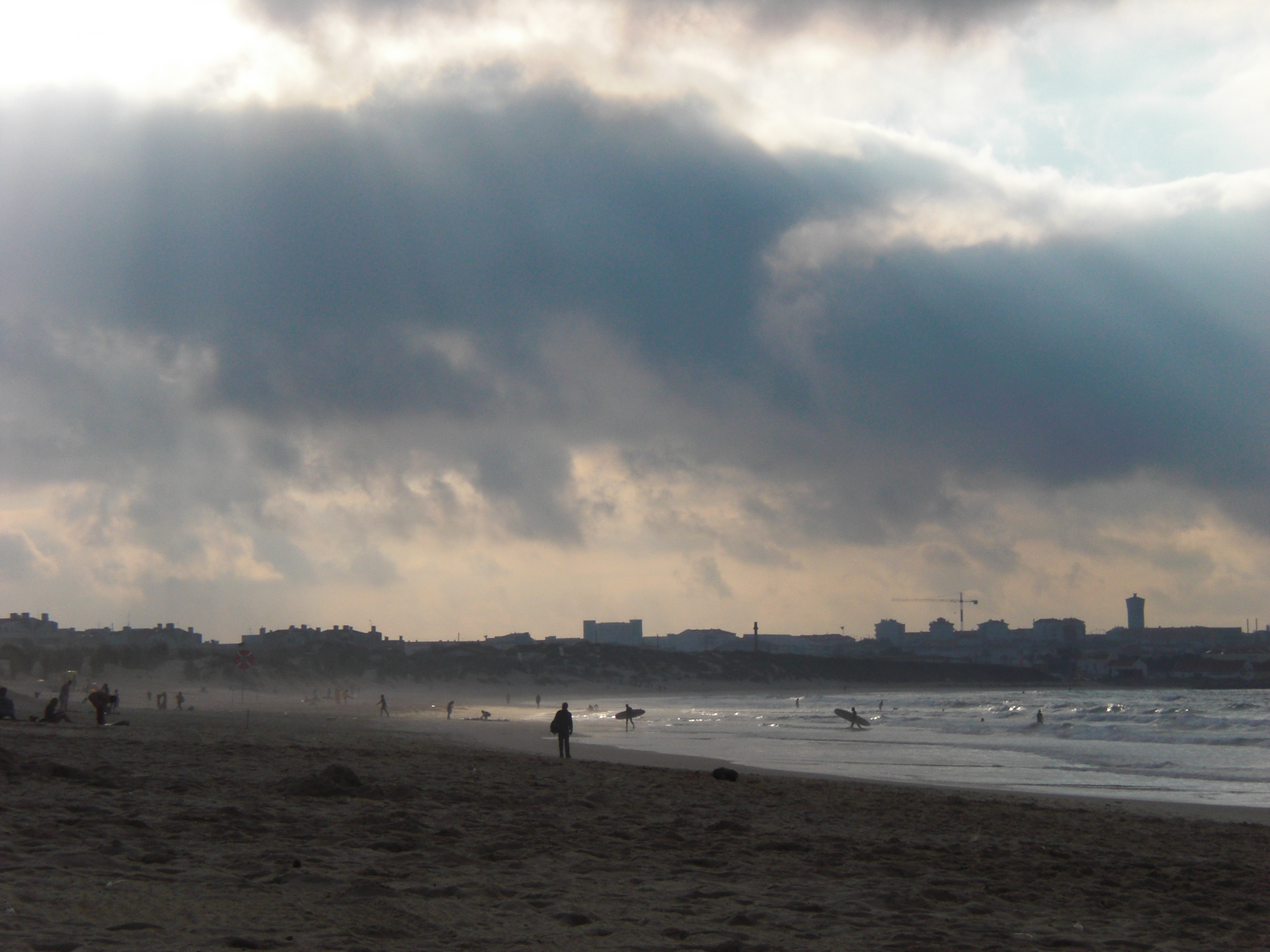
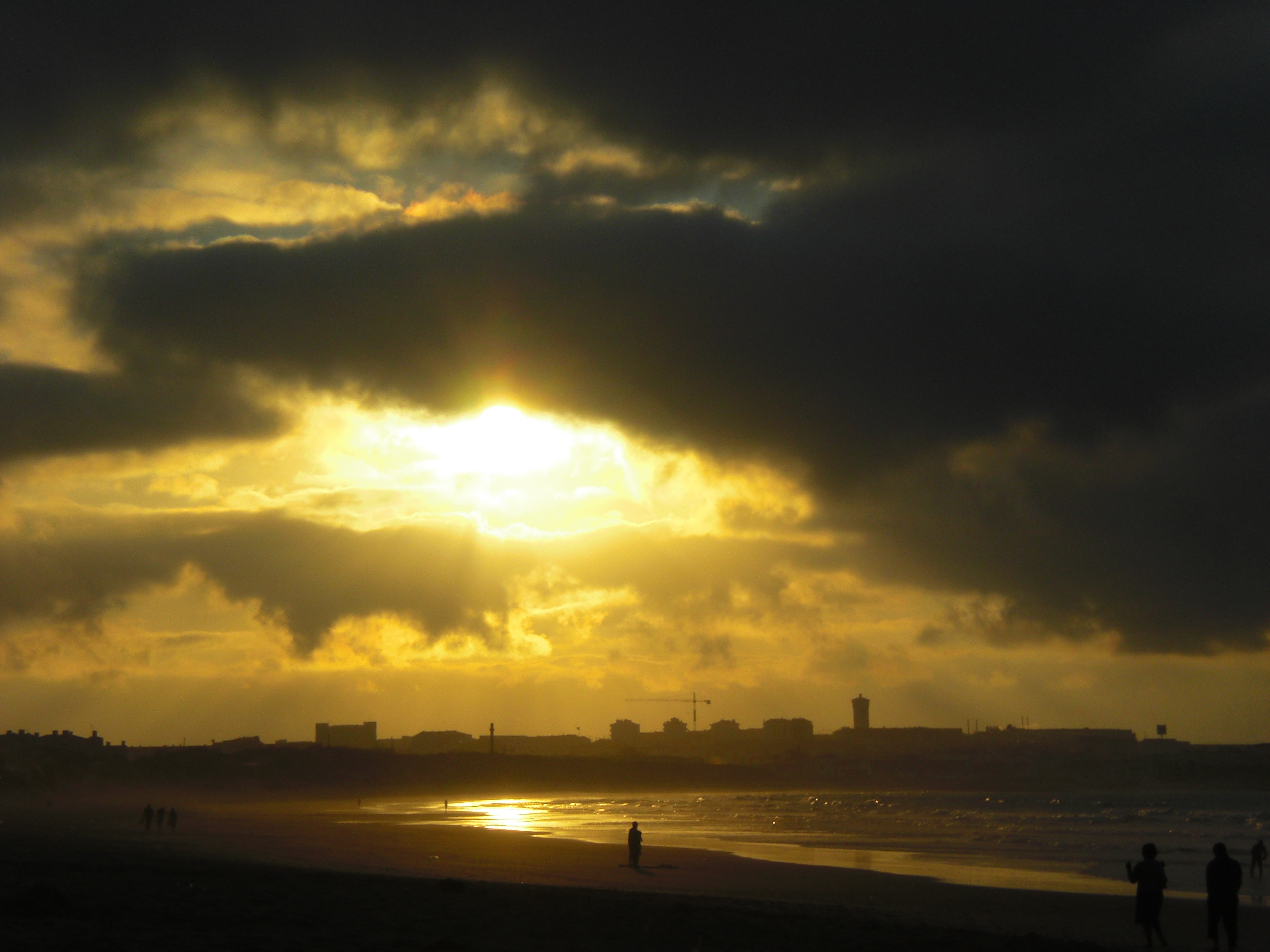
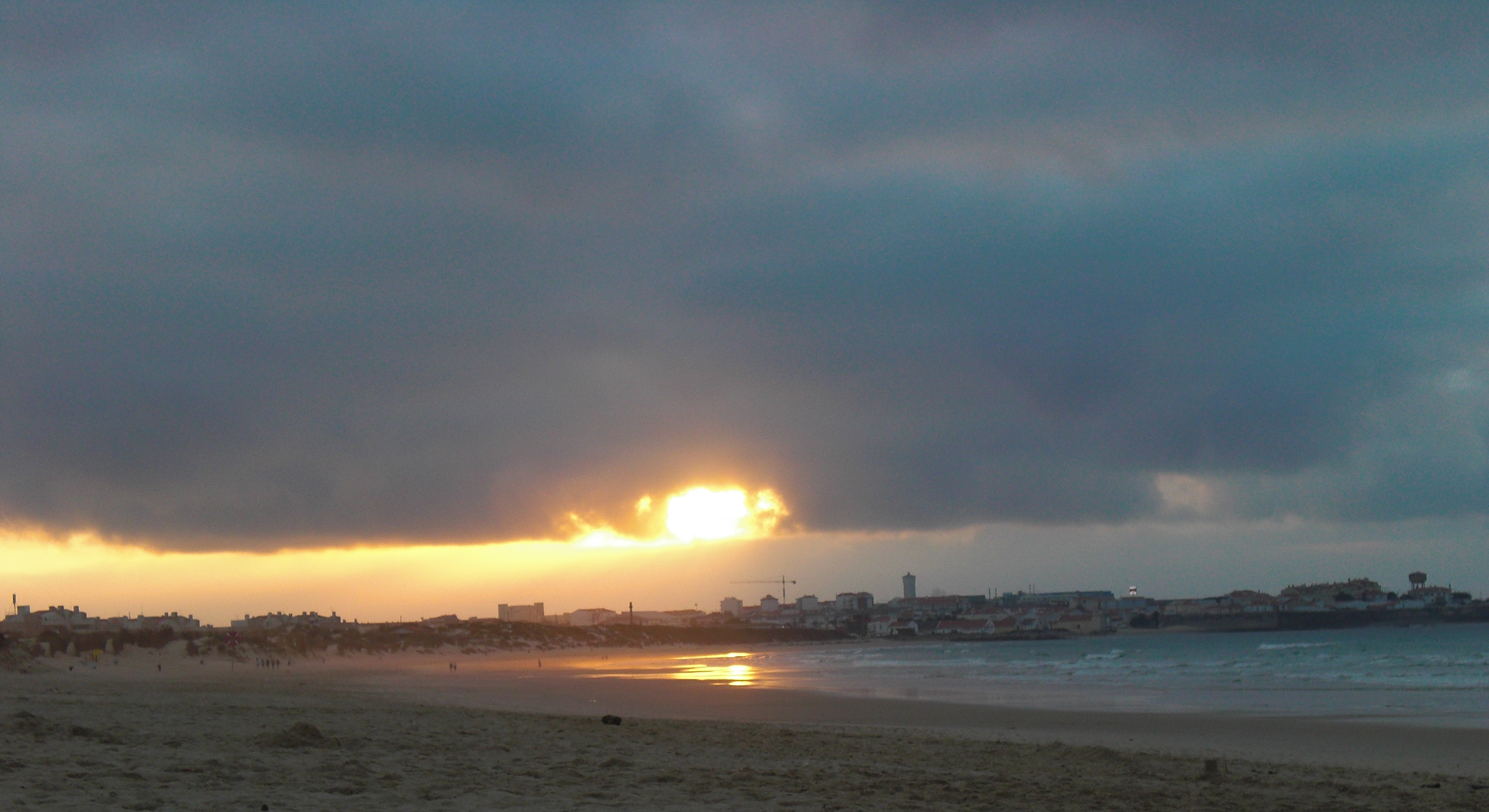
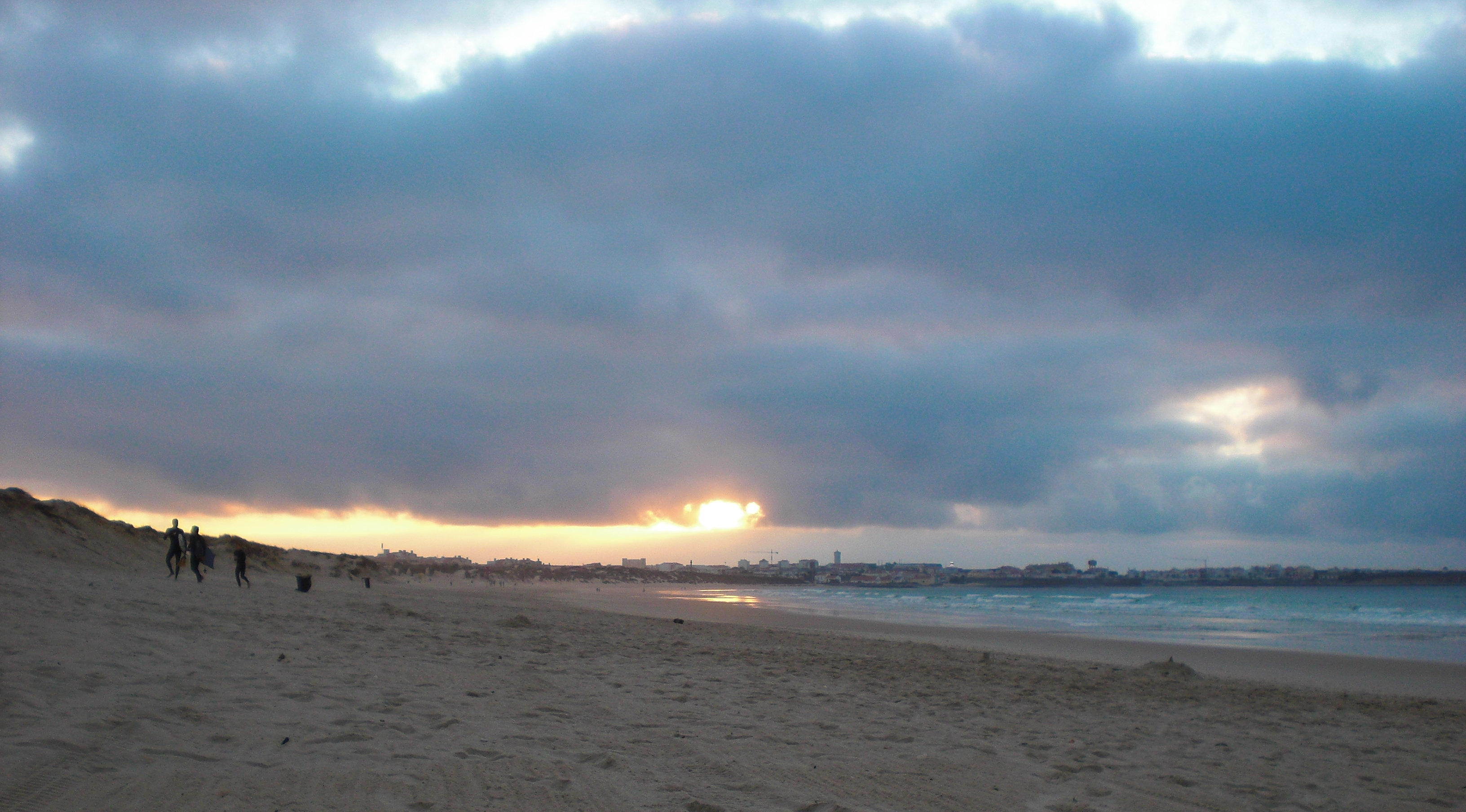
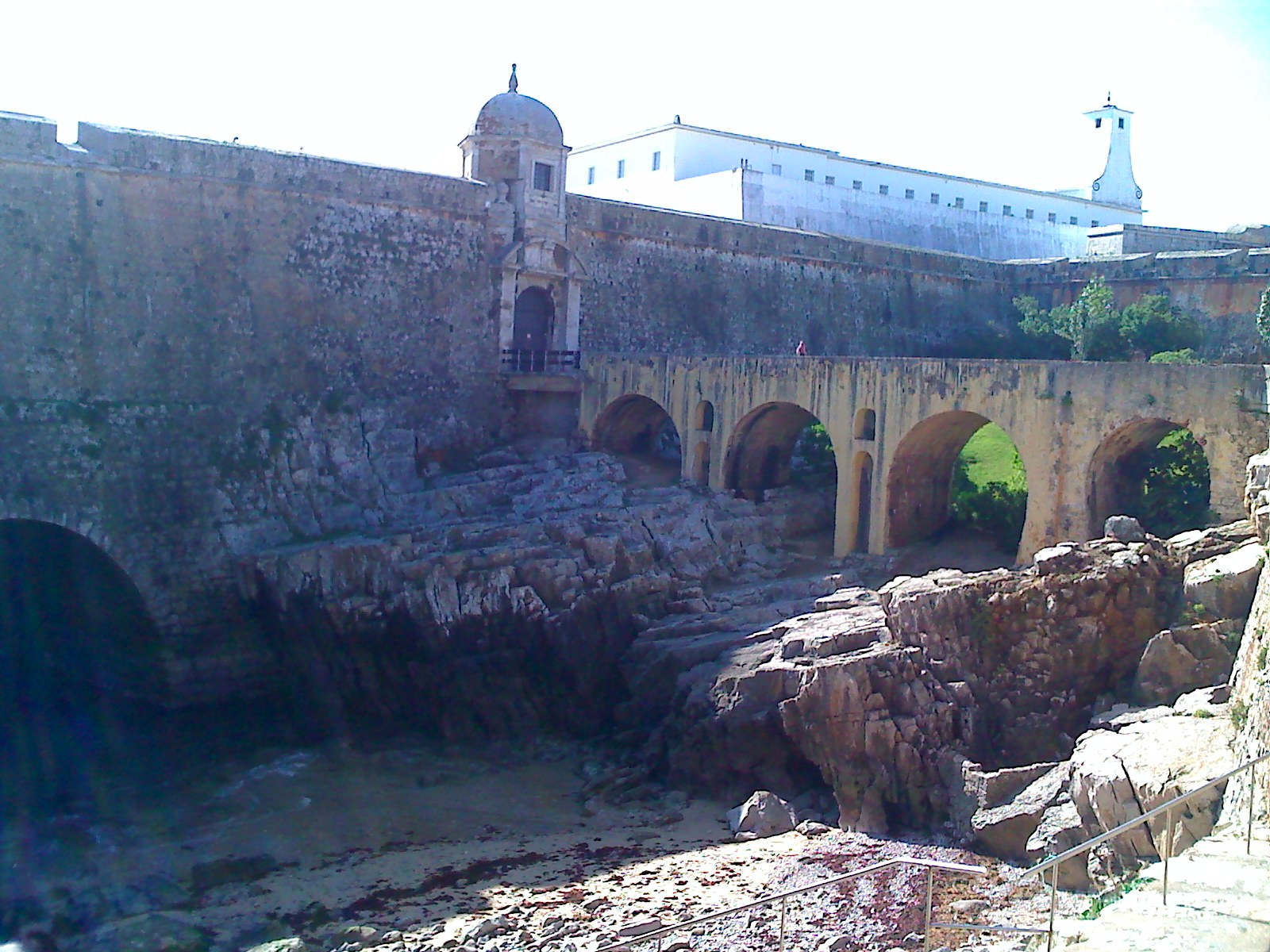

## أعلام
- ديوجو روسادو
- بيتو
- ريكاردو كوستا

## وصلات خارجية
- الموقع الرسمي